# (6437) Stroganov
(6437) Stroganov est un astéroïde de la ceinture principale.

## Description
(6437) Stroganov est un astéroïde de la ceinture principale. Il fut découvert le 28 août 1987 à La Silla par Eric Walter Elst. Il présente une orbite caractérisée par un demi-grand axe de 2,90 UA, une excentricité de 0,04 et une inclinaison de 2,1° par rapport à l'écliptique.

## Compléments